# Зеленник
Зеле́нник (Chlorospingus) — рід горобцеподібних птахів родини Passerellidae. Представники цього роду мешкають в Мексиці, Центральній і Південній Америці. Традиційно зеленників відносили до родини саякових (Thraupidae), однак за результатами молекулярно-генетичного дослідження вони були переведені до родини Passerellidae.

## Види
Виділяють вісім видів:
- Зеленник жовтогорлий (Chlorospingus flavigularis)
- Зеленник короткодзьобий (Chlorospingus parvirostris)
- Зеленник сивогорлий (Chlorospingus canigularis)
- Зеленник білобровий (Chlorospingus pileatus)
- Зеленник мінливобарвний (Chlorospingus flavopectus)[6][7][8]
- Зеленник такаркунський (Chlorospingus tacarcunae)
- Зеленник чорнощокий (Chlorospingus inornatus)
- Зеленник сірогрудий (Chlorospingus semifuscus)

## Етимологія
Наукова назва роду Chlorospingus походить від сполучення слів дав.-гр. χλωρος — зелений і σπιγγος — в'юрок.